# Clathria sohuksanensis
Clathria sohuksanensis är en svampdjursart som beskrevs av Kim och Lee 2006. Clathria sohuksanensis ingår i släktet Clathria och familjen Microcionidae.
Artens utbredningsområde är havet utanför Sydkorea. Inga underarter finns listade i Catalogue of Life.